# Мальчишник 2: Из Вегаса в Бангкок
«Мальчишник 2: Из Вегаса в Бангкок» (англ. The Hangover: Part II и англ. The Hangover 2: The Wolfpack is Back or The Hangover Again; дословно на русский — «Похмелье: Часть II» и «Похмелье 2: Волчья стая возвращается или Снова похмелье») — кинокомедия режиссёра Тодда Филлипса, продолжение фильма «Мальчишник в Вегасе». Главные роли сыграли Брэдли Купер, Эд Хелмс и Зак Галифианакис.
Премьера в США состоялась 26 мая 2011 года, в России — 2 июня.
Рекламный слоган — «Теперь их имеет Бангкок».

## Сюжет
Фильм начинается с момента, когда Стю лечит Филу зубы, после чего они беседуют о свадьбе Стю. Из этого становится ясным, что его свадьба состоится в Таиланде. Стю, Даг и Фил решают встретиться в кафе.
Трейси едет вместе с Дагом в машине, и Даг узнаёт от Трейси, что Алан узнал про свадьбу Стю и жаждет получить приглашение. На следующий день в кафе Стю сообщает, что этот стол в кафе — ЭТО и есть мальчишник. Фил обижается на него, потому что он «зажал» мальчишник, и уходит, а Даг говорит Стю об Алане, что нужно решить с ним вопрос. В итоге Стю приглашает Алана на свадьбу, отчего тот неслыханно рад.
В аэропорту Стю встречает Тедди — брата его невесты Лорен. Алан ревнует Тедда к Стю и пытается строить ему пакости. По приезде они собираются на предсвадебный вечер, и отец Лорен, который недолюбливает Стю, во время тоста заявляет, что тот похож на као (мягкий безвкусный рис, сваренный в тёплой воде), но при этом уточняет, что као необходим всем, а значит, такие люди, как Стю, тоже нужны в мире. Стю обижается, но Лорен его утешает. После Фил приглашает Стю выпить, тот соглашается и берёт с собой Тедди. Ему всего 16 лет, но он постоянно работает, и, по словам Лорен, ему нужно развеяться. Они разводят костёр и пьют пиво, Фил раздаёт всем зефир…
Утром Фил приходит в себя в подозрительном отеле. Он обнаруживает обритого налысо Алана, капуцина и Стю с татуировкой на лице, как у Майка Тайсона.
После этого им звонит Даг и говорит, что он в отеле (он ушёл от костра раньше остальных). После этого Фил находит палец Тедди. В номере также обнаруживается Лесли Чау — эксцентричный китаец, уже знакомый по приключениям в Вегасе. Он сообщает, что привёз их на катере в Бангкок. Он собирается рассказать им всё, но приняв дозу кокаина («мозги прочистить»), неожиданно умирает. Парни заворачивают тело в полотно и пешком (поскольку лифт не работает) несут его на 15 этаж. Они бросают Чау в аппарат со льдом и размышляют, где может оказаться Тедди. Вспомнив, как ранее обнаружился Даг, Стю, Фил и Алан бегут на крышу, но Тедди там нет.
Они бродят по Бангкоку, когда им звонит Даг и говорит, что Тедди в полиции. Они приходят за ним, но им вывозят старика на коляске в одежде Тедди. Они берут его и идут дальше. Их выгоняют из клубов, но они видят фото Стю у входа в тату-салон. Они заходят туда, и татуировщик показывает им видео с телефона, как они устраивают погром в квартале. Он помогает им тем, что показывает символ на руке старика — тот оказывается монахом. Они приезжают в монастырь, где их избивает другой монах за грубое нарушение медитации. Там они узнают, как они украли монаха (того старика) и что разговорить его нельзя — он принял обет молчания. Им советуют посетить сад медитации, чтобы что-то вспомнить. Там Алан вспоминает — они были в одном клубе. Капуцин всё это время был с ними.
В клубе стриптизёрша-транссексуал рассказывает интимные подробности их ночи со Стю. Тот плачет от горя, потому что изменил Лорен, к тому же в пассивной форме с «парнем-бабой». Когда они уходят из клуба, к ним подъезжают русские байкеры и требуют вернуть им капуцина. Алан отдаёт его, но один из байкеров подстреливает Филу руку. Они идут в больницу, жизни Фила ничего не угрожает. Алан случайно проговорился — это не входило в его план.
Оказывается, Алан хотел вырубить Тедди и напихал в зефир мышечный релаксант и лекарство от депрессии, но перепутал мешки. Стю вступает с ним в драку, но замечает адрес у него на животе. Они идут по адресу. Там оказывается человек, вложивший капитал в Лесли Чау, и требует его к себе; по его словам, у него есть код, и они не отпустят Тедди без него.
Ребята возвращаются в отель, чтобы поискать код у Чау, но тот оказывается живым и опять избивает парней. Успокоившись, они обсуждают ситуацию и выясняют, что нужный код Чау засунул в кармашек одежды капуцина. Рискуя жизнями, они выкрадывают капуцина у байкеров, оказавшихся наркодилерами. Во время погони один из преследователей ранит обезьянку. Спасшись бегством, они оставляют капуцина у ветеринарной клиники и спешат на встречу в назначенное мужчиной место.
Чау диктует пароль, и его захватывает полиция. Оказывается, мужчина — сотрудник Интерпола и искал Чау по подозрению в мошенничестве. Тедди у него не было — он использовал факт его пропажи, чтобы арестовать Чау. Фил звонит Трейси, ведь всё было накануне свадьбы, и сообщает, что «случился дубль 2». На Стю снова находит озарение, он выхватывает телефон и говорит, что они никогда не теряли Тедди и что у Фила не всё в ладах с головой: «Что сделает человек, если увидит, что у него нет пальца? Положит его на лёд и уснёт. А когда проснётся, и лёд растает? Принесёт ещё с 15 этажа! И что же? Он поехал наверх, и свет погас!».
Они бегут в отель, вскрывают лифт и достают Тедди, после чего все вместе на катере Чау прибывают на свадьбу. Стю высказывает тираду оправданий отцу Лорен. Тот признаёт свою неправоту в отношении Стю. В качестве свадебного подарка Алан приглашает Майка Тайсона, который поёт для них песню.
Как и в прошлый раз, друзья смотрят фотографии на мобильнике Тедди с событиями предыдущей ночи. Из этих фотографий становится понятно, что Тедди потерял палец во время игры с ножом.

## В ролях
| Актёр            | Роль                   |
| ---------------- | ---------------------- |
| Брэдли Купер     | Филипп (Фил) Веннек    |
| Эд Хелмс         | Стюарт (Стю) Прайс     |
| Зак Галифианакис | Алан Гарнер            |
| Джастин Барта    | Дуглас (Даг) Биллингс  |
| Кен Джонг        | Лесли Чау              |
| Мейсон Ли        | Тедди                  |
| Джеффри Тэмбор   | Сид Гарнер             |
| Джейми Чон       | Лорен                  |
| Джиллиан Вигмэн  | Стефани Веннек         |
| Брайан Коллен    | Самир                  |
| Пол Джаматти     | Кингсли                |
| Эндрю Ховард     | русский байкер Николай |
| Майк Тайсон      | камео                  |
| Ник Кассаветис   | татуировщик            |

## Выход в прокат

### Кассовые сборы
Мировая премьера состоялась 25 мая 2011 года. По состоянию на 22 июля фильм собрал в мировом прокате $ 562 490 955, тем самым уже превысив мировые кассовые сборы первого фильма более, чем на $ 90 000 000 (сборы первого «Мальчишника» составили $ 467 483 912), и таким образом, стал самым кассовым для режиссёра Тодда Филлипса.
 США 
Выйдя на экраны в США 26 мая 2011 года, «Мальчишник 2: Из Вегаса в Бангкок» установил в американском прокате абсолютные рекорды по сборам для фильмов комедийного жанра в первый день показа ($ 31,7 млн.) и премьерный уик-энд ($ 85 946 294). Кроме того, был установлен рекорд по допремьерным сборам — $ 10,4 млн. против $ 4,4 млн. у «Пиратов Карибского моря: На странных берегах», несмотря на то, что в отличие от последнего на билеты не существовало наценки из-за формата 3D, и показан второй результат в истории после «Матрицы: Перезагрузки» до конца первого уик энда для фильмов с рейтингом R. Всё это позволило окупить бюджет в $ 80 000 000 менее, чем за неделю. Общие американские кассовые сборы «Мальчишника-2» составили $ 251 949 495 (44,8 % от общемировых). Стоит заметить, что общие сборы в США были меньше, чем для первого фильма ($ 277 322 503) на 25 млн. $. Однако, это не стало общемировой тенденцией и не помешало «Мальчишнику 2» до выхода на экран фильмов «Гарри Поттер и Дары Смерти. Часть 2» и «Трансформеры 3: Тёмная сторона Луны» возглавлять американский бокс-офис в 2011 году.
 Россия 
В России премьера состоялась 2 июня. За 6 недель в прокате фильм посмотрели 1 804 537 человек, которые принесли в общие кассовые сборы $ 13 269 368 (2,36 %). Это 13 результат в российском бокс-офисе в 2011 году.

### Судебные разбирательства
В апреле 2011 года художник Виктор Уитмилл, автор знаменитой татуировки на лице Майка Тайсона, подал в суд на «Warner Bros.», требуя запретить прокат фильма, мотивируя это тем, что не давал согласия на использование татуировки на лице персонажа Эда Хелмса. К иску прилагались патент на рисунок и документы, подписанные Тайсоном, на её права.
После того, как данное требование было отклонено, Уитмилл пытался помешать выходу лицензионных носителей с фильмом, назначенного на декабрь 2011 года. Создатели фильма заявили в суде, что готовы выпустить отредактированную версию, однако это не потребовалось — стороны смогли договориться полюбовно. Сумма компенсации осталась тайной.